# Dominique-Marie Schoch
Dominique-Marie Schoch OCSO (* 1948 in Straßburg) ist ein französischer römisch-katholischer Ordenspriester und Trappist. Von 2017 bis 2023 war er der 13. Abt der Abtei Oelenberg.

## Leben
Schoch wurde als zweites von fünf Kindern einer katholisch praktizierenden Familie geboren. 2000 entschloss er sich, Novize in der Abtei Oelenberg zu werden, wo er den Ordensnamen Dominique-Marie erhielt. Nach der Ablegung der feierlichen Profess 2005 empfing er 2008 durch den Straßburger Erzbischof Jean-Pierre Grallet das Sakrament der Priesterweihe. Anschließend war er Subprior der Abtei.
Am 4. Oktober 2017 wählte ihn der Konvent von Oelenberg zum Abt. Die Abtsbenediktion empfing er am 15. Oktober 2017 durch Generalabt Eamon Fitzgerald. Sein Wahlspruch lautet „In der Stille wird das Wort geboren“. Nach Erreichen der in den Konstitutionen vorgeschriebenen Altersgrenze legte Schoch am 31. Juli 2023 sein Amt nieder. Jedoch ernannte ihn der Abt von Nový Dvůr, Samuel Lauras, als Pater Immediat von Oelenberg, zum Superior ad nutum.
Nach dem Ende dieser Amtszeit wurde sein Kloster am 23. Februar 2024 durch Generalabt Bernardus Peeters aufgrund fehlender Eigenständigkeit aufgelöst. Gleichzeitig ernannte er Samuel Lauras zum apostolischen Kommissar, um die Abwicklung der Abtei zu leiten. Am 8. Juni 2024 haben die Mönche das Kloster verlassen.
Dominique-Marie Schoch unterstützt die Trappistinnen der Abtei Maria Frieden als Spiritual.